# 克利珀頓島真蛇䲁
克利珀頓島真蛇䲁（學名：Ophioblennius clippertonensis），為輻鰭魚綱鳚形目䲁科真蛇䲁屬的一種，被IUCN列為易危保育類動物，分布於東太平洋克利珀頓島海域，為特有種，本魚體延長，略側扁，頭短鈍，具一對犬齒，具眼上觸鬚，體色為紅褐色至深褐色，背鰭無缺刻與尾柄相連，胸鰭及臀鰭具黑色邊緣，棲息在沿海珊瑚礁，屬雜食性，以藻類及小型無脊椎動物為食，雌魚產附著性卵，雄魚有護卵行為，幼魚為浮游性，生活習性不明。